# Star Trek (игра, 2013)
Star Trek («Звёздный путь») — компьютерная игра во вселенной «Звёздного пути» в жанре шутер от третьего лица, созданная канадской компанией Digital Extremes и выпущенная японской компанией Bandai Namco Games в 2013 году.
Действие игры разворачивается во вселенной Звёздного пути Кельвина, между событиями фильмов Звёздный путь и Стартрек: Возмездие, и следует за приключениями капитана Джеймса Т. Кирка и команды корабля Звёздного флота USS Enterprise.

## Сюжет
Звездолёт Федерации «Энтерпрайз» получает сигнал бедствия с космической станции в системе двойной звезды. Помехи мешают телепортации, поэтому Кирк и Спок отправляются на станцию на космическом челноке. Там они встречают Т’мар, подругу детства Спока, которая рассказывает им, что на станции они с помощью устройства Гелиос собирали энергию для терраформирования планеты Вулкан. Сурок, отец Т’мар рассказывает, что на базу, где находилось устройство, напали горны и украли Гелиос. Хотя устройство использовалось в мирных целях, оно имеет мощный деструктивный потенциал и несёт большую угрозу галактике.

## Игровой процесс
Игра представляет собой шутер от третьего лица, позволяя также играть двум игрокам в кооперативе за Кирка и Спока. Во время презентации игры на E3 Стив Синклер назвал кооператив брооперативом (англ. Bro-op от англ. co-op). В однопользовательской игре во время прохождения главы нельзя переключаться между героями, однако к игре может подключиться ещё один игрок, тем самым превратив игру в мультиплеерную.
Способности Кирка и Спока сильно различаются. Если персонаж капитана Кирка более типичен для шутеров, то геймплей вулканца построен на других акцентах. Например, Споку доступны объединение разумов и нервная стимуляция. У каждого из героев своё оружие, подходящее для их стилей игры. Кирк оснащён мощным фазером, а Спок бесшумной морозящей пушкой. По мере продвижения игрока по сюжетной линии, ему начисляются очки, которые позволяют разблокировать дополнительные функции оружия.

## Критика
| Сводный рейтинг       | Сводный рейтинг                        |
| Агрегатор             | Оценка                                 |
| --------------------- | -------------------------------------- |
| GameRankings          | PS3: 48,57 % X360: 43,69 % PC: 37,27 % |
| Иноязычные издания    |                                        |
| Издание               | Оценка                                 |
| Game Informer         | 5,75/10                                |
| GameSpot              | 5,2/10                                 |
| IGN                   | 4,2/10                                 |
| VideoGamer            | 3/10                                   |
| Русскоязычные издания |                                        |
| Издание               | Оценка                                 |
| 3DNews                | 4/10                                   |
| Absolute Games        | 50 %                                   |
| PlayGround.ru         | 4,5/10                                 |
| StopGame.ru           | проходняк                              |
| «Игромания»           | 4,5/10 (журнал) 5/10 (сайт)            |
| GameGuru.ru           | 6,2/10                                 |

Большинство иностранных и отечественных изданий давали игре нейтральные или негативные отзывы. Так, многие критики написали, что игра может быть интересна только поклонникам вселенной «Звёздного пути». Иван Чернявский из Absolute Games написал: «Она могла бы быть значительно короче, и тогда не успела бы надоесть, а визуально удачные моменты вроде ходьбы по поверхности космической станции в магнитных ботинках хотелось бы пересказывать друзьям больше, чем ироничные посты пользователей про баги, глюки и неработающий на стадии запуска кооперативный режим». Игромания назвала игру «боевиком ниже среднего уровня» и отметила, что реализовать её можно было гораздо лучше, задатки для этого были.

## Интересные факты
- До выхода игры был снят рекламный ролик, в котором Уильям Шетнер обвиняет Горна в том, что тот выиграл у него в кооперативном режиме и между ними завязывается драка. Драка повторяет сцену из сериала, но время от времени они останавливаются, чтобы отдышаться[16].